# Pseudoleskea praelonga
Pseudoleskea praelonga là một loài Rêu trong họ Leskeaceae. Loài này được Schimp. ex Besch. mô tả khoa học đầu tiên năm 1872.